# Federação Líbia de Futebol
A Federação Líbia de Futebol (FLF) (em Árabe: الاتحاد الليبي لكرة القدم‎) é o órgão governamental que controla o futebol na Líbia e a sua seleção nacional.
Foi fundada em 1962 e é afiliada à FIFA desde 1963, à CAF desde 1965 e a UAFA desde 1974. Ela também é membro da UNAF. Ela é a responsável por organizar os campeonatos nacionais de futebol no país.
Seu presidente atual é Jamal Saleh El Jaafari.

## Federação na guerra cívil
Durante a Guerra Civil Líbia em 2011, a seleção nacional continuou a jogar realizando a sua partida contra Moçambique pela Eliminatórias para as Copas das Nações Africanas de 2012, que foi realizada em território neutro no Cairo, Egito. A Líbia vestiu um uniforme branco e se apresentou sobre a bandeira do Conselho Nacional de Transição.